# Mali Obljaj
Mali Obljaj is een plaats in de gemeente Glina in de Kroatische provincie Sisak-Moslavina. De plaats telt 40 inwoners (2001).